# 法隆寺街道
法隆寺街道（ほうりゅうじかいどう）は、奈良県生駒郡斑鳩町から橿原市に至る街道。
古代では「筋違道」（すじかいみち）と呼ばれた古代官道のひとつであった。

## 概要

### 筋違道
7世紀中頃に、奈良盆地を東西・南北にまっすぐ通る大道が整備されたが、例外的に古い地割に則って斜めに通る道筋が整備された道があった。法隆寺と飛鳥宮を直接まっすぐに結ぶ道として（北北西-南南東方向・南北から約20度）傾いて設置された。当時、聖徳太子が行き来したとされており、後に「太子道」とも呼ばれるようになった。
他の東西南北に通る大道が飛鳥時代後期に計画に基づいて設置されたとされるのに対し、筋違道は沿線上に弥生時代から古墳時代にかけての遺跡が多数見つかっていることなどから、そのころには部分的ではあるが既に成立しており、飛鳥時代に他の大道と共に延長・整備し直したと考えられている。

### 法隆寺街道
他の例に漏れず、平安京への遷都後は衰退して官道としては維持されなくなった。中世以降は「法隆寺街道」と呼ばれるようになり、道幅は狭くなり、直線道路ではなくなったが、現在も北は斑鳩町高安あたりから中街道と合流する橿原市新ノ口付近までの約13.5kmが道路や畦道として残っている。今も川西町結崎から近鉄黒田駅付近を経て田原本町宮古までの一部区間、約3kmほどが斜めにまっすぐ通る道路としてはっきり残っている。